# Таубай ата
Таубай ата (каз. Таубай ата, до 2021 г. — Карла Маркса) — село в Жетысайском районе Туркестанской области Казахстана. Входит в состав сельского округа Казыбек би. Код КАТО — 514489500.

## Население
В 1999 году население села составляло 929 человек (466 мужчин и 463 женщины). По данным переписи 2009 года, в селе проживало 1129 человек (562 мужчины и 567 женщин).